# Hollow (låt av Dons)
Hollow är en låt av den lettiska sångaren och låtskrivaren Dons. Den släpptes från början på lettiska under namnet "Lauzto šķēpu karaļvalsts" den 11 september 2023. Den är skriven av Dons (Artūrs Šingirejs) själv tillsammans med Kate Northrop och Liam Geddes. En engelsk version av låten släpptes den 2 januari 2024 och representerade Lettland i Eurovision Song Contest 2024 och blev det första lettiska bidraget sedan 2016 att kvalificera sig till finalen.

## Eurovision Song Contest
Den engelska versionen av "Lauzto šķēpu karaļvalsts" med titeln "Hollow" släpptes den 2 januari 2024 och en vecka senare tillkännagav det lettiska sändningsföretaget Latvijas Televīzija (LTV) att den skulle tävla i Supernova 2024, vilket var Lettlands uttagning till Eurovision Song Contest 2024. Den 10 februari 2024 vann låten hela tävlingen efter att ha fått flest poäng från både juryn och telefonröstningen och blev således det lettiska bidraget till Eurovision Song Contest 2024 i Malmö.
Låten framfördes i den andra semifinalen den 9 maj där den skrällde och gick vidare till finalen den 11 maj, trots att den inför semifinalen legat sist på bettinglistorna med lägst sannolikhet att kvalificeras till finalen. Det var första gången sedan 2016 som Lettland gick vidare till finalen. Den slutade på en 16:e plats i finalen med totalt 64 poäng.